# Ostracion cyanurus
Ostracion cyanurus — вид морских лучепёрых рыб из семейства кузовковых отряда иглобрюхообразных. Встречается в западной части Индийского океана.

## Таксономия
Ostracion cyanurus был впервые официально описан в 1828 году немецким натуралистом и исследователем Эдуардом Рюппелем, а его типовым местообитанием было назван участок Красного моря у мыса Аль-Мувайлих в провинции Табук в Саудовской Аравии. Ostracion cyanurus относится к роду Ostracion, который 5-е издание «Рыб мира» относит к семейству Ostraciidae подотряда Ostracioidea отряда Tetraodontiformes.

## Этимология
Ostracion cyanurus относится к роду Ostracion, название которого означает «коробочка»; это отсылка на форму тела его типового вида, кузовка-кубика (Ostracion cubicus). Видовое название, cyanurus, означает «синий хвост» и является отсылкой к синему цвету хвостового плавника этой рыбы. Ostracion — слово среднего рода, поэтому было высказано мнение, что видовое название должно писаться как cyanurum.

## Внешний вид и строение
Ostracion cyanurus имеет максимальную известную общую длину 15 см. На спинном и анальном плавниках имеется 9 мягких лучей, а в хвостовом плавнике — 10, из которых 8 разветвлённых. У самок слегка вогнутый дорсальный профиль головы, тогда как у самцов — выпуклый. Губы и подбородок мясистые и выступают впёред. Взрослые самцы обычно тёмно-синие с пятнами по бокам и в нижней части тела и зеленовато-жёлтые в верхней части тела, без пятен. Самки жёлтые с синими пятнами и красными щеками.

## Распространение и среда обитания
Ostracion cyanurus обитает в западной части Индийского океана, где встречается в Красном море и вокруг Аравийского полуострова в Персидском заливе на востоке до восточного Ирана. Этот вид водится в районах, где наблюдается умеренный рост кораллов на глубине от 5 до 50 м.

## Поведение и биология
Ostracion cyanurus — одиночный вид, который держится поблизости от укрытий. Очевидное отсутствие молодых самцов может означать, что все эти рыбы рождаются самками, с возрастом превращаясь в самцов. Если Ostracion cyanurus чувствует опасность, он выпускает в воду токсин, называемый пахутоксином, или остракотоксином, в качестве защиты.

## Ostracion cyanurusи человек
Вид безвреден для человека, не является объектом промысла, он считается видом под наименьшей угрозой. Ostracion cyanurus доступен в продаже как аквариумный питомец.